# پیچیده‌قارچ
پیچیده‌قارچ (نام علمی: Streptomyces) نام یک سرده از تیره پیچیده‌قارچان است.